# Cupa României 1941-1942
La Cupa României 1941-1942 è stata la nona edizione della coppa nazionale, disputata tra il 14 maggio e l'8 agosto 1942 e conclusa con la vittoria del Rapid Bucarest al sesto successo consecutivo, settimo in totale che ha battuto in finale l'Universitatea Sibiu, la squadra universitaria di Cluj Napoca trasferitasi a seguito del secondo arbitrato di Vienna.

## Primo turno
Gli incontri si sono disputati tra il 14 e il 24 maggio 1942.
| Squadra 1                   | Risultato | Squadra 2                  |
| --------------------------- | --------- | -------------------------- |
| Carmen București            | 3 - 1     | FC Brăila                  |
| Minerul Lupeni              | 5 - 1     | UM Cugir                   |
| Chinezul CAM Timișoara      | 2 - 1     | CFR Timișoara              |
| Electrica Timișoara         | 4 - 3     | Crișana CFR Arad           |
| CFR Turnu-Severin           | 7 - 0     | Oltul Turnu Măgurele       |
| UA Brașov                   | 1 - 4     | Universitatea Sibiu        |
| Gloria CFR Galați           | 2 - 0     | FC Ploiești                |
| Monitorul Oficial București | 2 - 1 dts | Vulturul de Mare București |

## Ottavi di finale
Gli incontri si sono disputati tra il 24 e il 31 maggio 1942.
| Squadra 1                   | Risultato | Squadra 2                   |
| --------------------------- | --------- | --------------------------- |
| Gloria CFR Galaţi           | 0 - 1     | Unirea Tricolor București   |
| Universitatea Subiu         | 2 - 1     | Juventus București          |
| CFR Turnu-Severin           | 0 - 1     | Rapid Bucarest              |
| Venus București             | 3 - 1     | Sportul Studentesc Bucarest |
| Mica Brad                   | 3 - 1     | Minerul Lupeni              |
| Monitorul Oficial București | 0 - 6     | Carmen București            |
| Chinezul CAM Timișoara      | 7 - 1     | Gloria Arad                 |
| Electrica Timișoara         | 0 - 4     | Ripensia Timișoara          |

## Quarti di finale
Gli incontri si sono disputati tra il 28 giugno e il 17 luglio 1942. Il derby tra Rapid e Unirea Tricolor è stato ripetuto in quanto terminato in parità dopo i tempi supplementari
| Squadra 1              | Risultato | Squadra 2                 |
| ---------------------- | --------- | ------------------------- |
| Mioca Brad             | 2 - 1     | Ripensia Timișoara        |
| Venus București        | 4 - 2 dts | Carmen București          |
| Chinezul CAM Timișoara | 2 - 5     | Universitatea Sibiu       |
| Rapid Bucarest         | 1 - 0     | Unirea Tricolor București |

## Semifinali
Gli incontri si sono disputati il 17 luglio 1942.
| Squadra 1           | Risultato | Squadra 2       |
| ------------------- | --------- | --------------- |
| Rapid Bucarest      | 7 - 2     | Venus București |
| Universitatea Sibiu | 4 - 1     | Mica Brad       |

## Finale
La finale venne disputata l'8 agosto 1942 a Bucarest e si concluse con una disfatta dell'Universitatea Sibiu, sconfitto 7-1 dopo aver chiuso il primo tempo sotto di un gol.
| Arbitro: | Mielu Petrescu (Bucarest) |

|                                                                                           |           |                        |
| Florian Radu 16’ Dan Gavrilescu 47’ 52’ 86’ Ioachim Moldoveanu 53’ Ștefan Filotti 75’ 77’ | Marcatori | 63’ Olimpiu Medrea III |